# Ibn Sàlim al-Kalaí

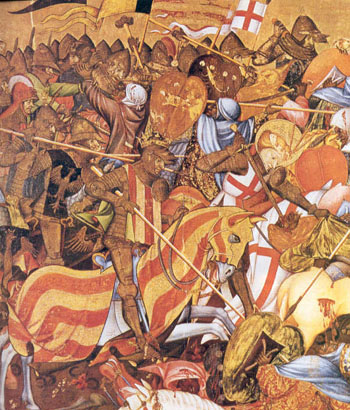
Batalla del Puig, en què morí Aburrebii ibn Salim Elcolaí

Ibn Sàlim al-Kalaí, de nom complet Abu-r-Rabí Sulayman ibn Mussa ibn Sàlim al-Himyarí al-Balansí al-Kalaí (àrab: أبو الرّبيع سليمان بن موسى بن سالم الهميري البلنسي الكلاعي, Abū r-Rabīʿ Sulaymān b. Mūsà b. Sālim al-Himyarī al-Balansī al-Kalāʿī) (rodalia de Múrcia, 1170 - el Puig, 1237) fou un alfaquí malikita, historiador, orador i poeta andalusí.
Obligat a exiliar-se el 1191, va compondre diverses obres nostàlgiques. Va participar el 28 de setembre de 1238, a edat avançada, a la batalla del Puig de Santa Maria que fou el preludi de la conquesta de València pel rei Jaume I. Va deixar un diwan i almenys vint llibres, alguns amb biografies dels companys del profeta Muhàmmad.

## Obres
- Tractat complet de les expedicions guerreres del profeta elegit i dels tres califes[1]
- Llibre sobre el coneixement dels companys del profeta i dels seus sequaços o deixebles (que deixà sense acabar)[1]
- Diccionari biogràfic dels preceptes d'Ibn Hobaix i sumari de les seves ensenyances[1]
- Tractat biogràfic sobre l'imam Bukharí[1]

A més dels escrits, deixà discursos predicables i emplenà un bon nombre de volums amb la col·lecció de les seves poesies i de les seves epístoles.